# Síndrome del nodo enfermo
El síndrome del nodo enfermo o síndrome del seno enfermo constituye un grupo de ritmos cardíacos anormales o taquicardias, presumiblemente causados por un trastorno en el nodo sinusal que es el marcapasos natural del corazón, por lo general por etiología idiopática. El síndrome de bradicardia-taquicardia es una variante en la que se alterna una fibrilación auricular y un flutter auricular con períodos prolongados de asistolia. El síndrome del seno enfermo puede producir o empeorar los síntomas de insuficiencia cardíaca.

## Causas

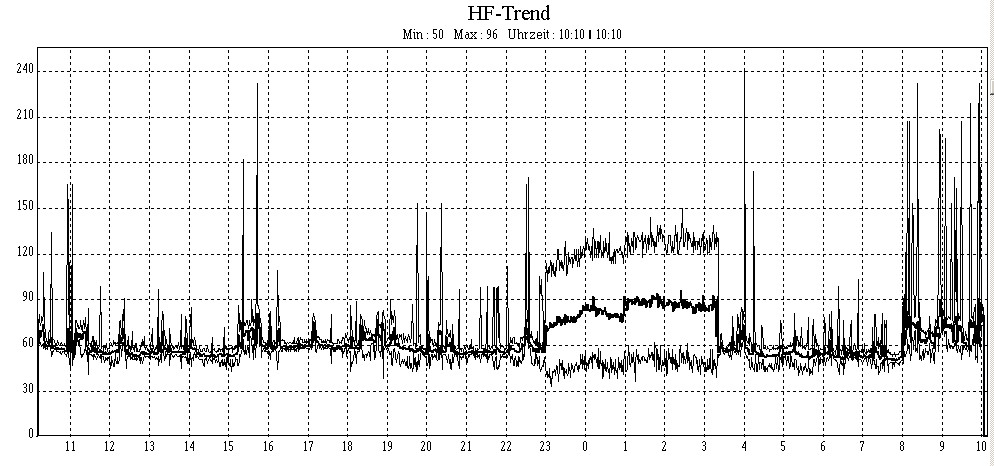
Fibrilación auricular registrada por un monitor Holter (24 horas) a las 11pm hasta las 3:20.

El síndrome del nodo enfermo es relativamente poco común y no tiene una etiología y patogénesis única, sino que puede ocasionar una serie de ritmos cardíacos anormales, tales como fibrilación auricular, aleteo auricular y taquicardia supraventricular y varias formas de bradicardia o frecuencia cardíaca disminuida. Las taquicardias que ocurren durante el síndrome del seno enfermo se caracterizan por tener una larga pausa después del período de taquicardia.
Estos ritmos anormales pueden a menudo verse empeorados por medicamentos como los glucósidos cardíacos, bloqueador de canales de calcio, beta bloqueantes, medicamentos simpaticolíticos y antiarrítmicos. Ciertos trastornos que ocasionan fibrosis, degeneración o daño al sistema de conducción eléctrica del corazón pueden también causar un nodo enfermo, incluyendo causas intrínsecas como la sarcoidosis, amiloidosis, la enfermedad de Chagas, difteria, leucemia y miocardiopatías.
El síndrome del nodo enfermo es común en personas de la tercera edad o mayores donde la causa es frecuentemente la degeneración cicatrizal del sistema de conducción cardíaca. Sin embargo, el nodo enfermo puede aparecer en cualquier edad, incluyendo los recién nacidos. Las operaciones del corazón, en especial en las aurículas, pueden a menudo causar un nodo enfermo en niños. Las enfermedades de las arterias coronarias, la hipertensión arterial y las valvulopatías de la válvula mitral o aórtica pueden verse asociados con el síndrome del seno enfermo, aunque puede que esta asociación sea incidental. Por ejemplo, existe poca correlación directa entre la obstrucción de la arteria nodular y la disfunción del nodo sinusal.

## Patología
En el síndrome del seno enfermo, el corazón de la persona produce latidos irregulares de manera recurrente, a diferencia de los ocasionales latidos irregulares de la población en general que resultan inofensivos. Estos impulsos eléctricos son generados en el nódulo sinoauricular (nodo SA) en la parte superior de la aurícula derecha. Dicha corriente eléctrica origina la contracción de las aurículas y envía la estimulación eléctrica hacia los ventrículos por el nódulo auriculoventricular (nodo AV).

## Cuadro clínico
Aunque existen varias formas del síndrome del seno enfermo, la patología no tiende a producir síntomas. Lo característico es una frecuencia cardíaca lenta ≤50 latidos por minuto y la presión arterial puede ser normal o baja. Sin embargo ciertos síntomas se han confundido con otras patologías, por ejemplo:
- Desmayos debido a asistolia (3 segundos), es decir, períodos de no contracción cardíaca o, la potencialmente letal fibrilación ventricular que producen un gasto cardíaco inadecuado.
- Mareo o vértigo repentinos.
- Palpitaciones.
- Dolor de pecho o angina de pecho.
- Dificultad respiratoria.
- Fatiga.
- Dolor de cabeza.
- Náusea.

Con frecuencia estos síntomas aparecen durante el ejercicio o después de tomar ciertos medicamentos cardioactivos mencionados en la etiología.

## Diagnóstico
El monitoreo ambulatorio del electrocardiograma puede resultar necesario porque las arritmias pueden aparecer de manera transitoria. El electrocardiograma puede mostrar cualquiera de los siguientes elementos:
- Bradicardia sinusal inapropiada,
- Paro sinusal, denota ausencia de conducción eléctrica desde el nódulo SA hasta el tejido auricular circundante;[3]
- Bloqueo de salida senoauricular, denota un tiempo de conducción eléctrica prolongado desde el nódulo SA hasta el tejido auricular circundante;[3]
- Periodo de asistolia prolongado seguido de la taquicardia,
- Taquicardia auricular ectópica,
- Taquicardia de reentrada del nodo sinusal.

Los exámenes de electrofisiología, como las pruebas de esfuerzo, ya no se usan con propósitos diagnósticos por razón de su baja especificidad y sensibilidad. Las variantes cardioinhibitorias y vasopresoras del síndrome del seno enfermo puede aparecer con el examen de la mesa inclinada.
El síndrome del nodo enfermo puede que tenga que ser estudiado de manera ambulatoria con el uso de un monitor de Holter, es decir, registrando el ritmo cardíaco durante un período de 24 horas. El individuo lleva puesto el dispositivo sobre su pecho y pulsa un botón para grabar el ritmo y frecuencia cardíaca en el momento que sienta los síntomas. 

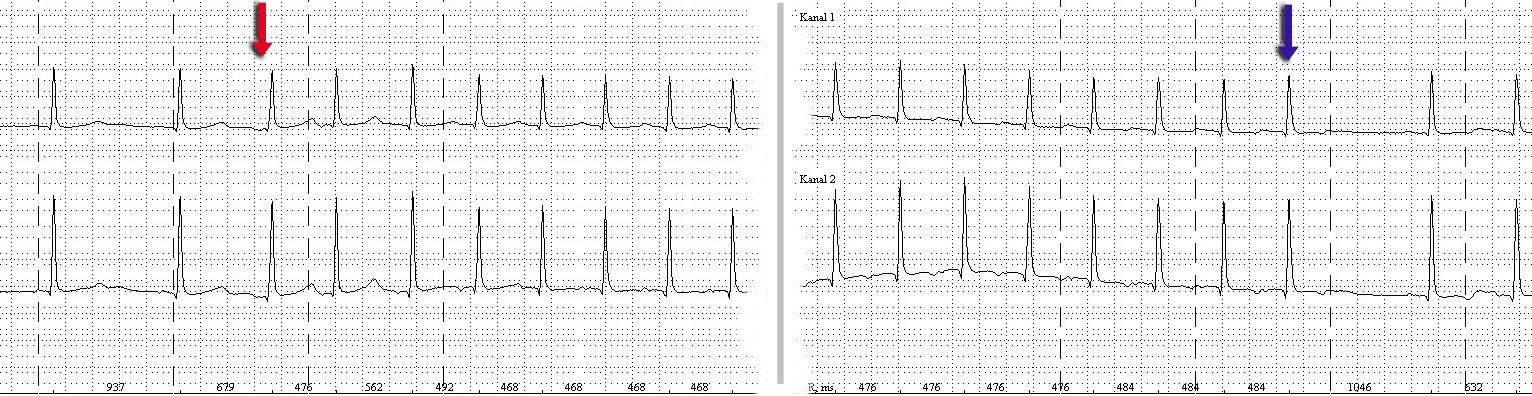
Taquicardia supraventricular iniciándose en la flecha roja, culminando en la flecha negra. Registrado por un monitor Holter.

### Diagnóstico diferencial
Muchas patologías cardíacas y no cardíacas producen trastornos del ritmo cardíaco, las cuales, al ser corregidas, se restaura el ritmo cardíaco, por ejemplo: el hipotiroidismo, la hipotermia, la fiebre tifoidea y la brucelosis, la hipoxia grave, la hiperpotasemia, la acidosis y la hipertensión aguda.

## Tratamiento

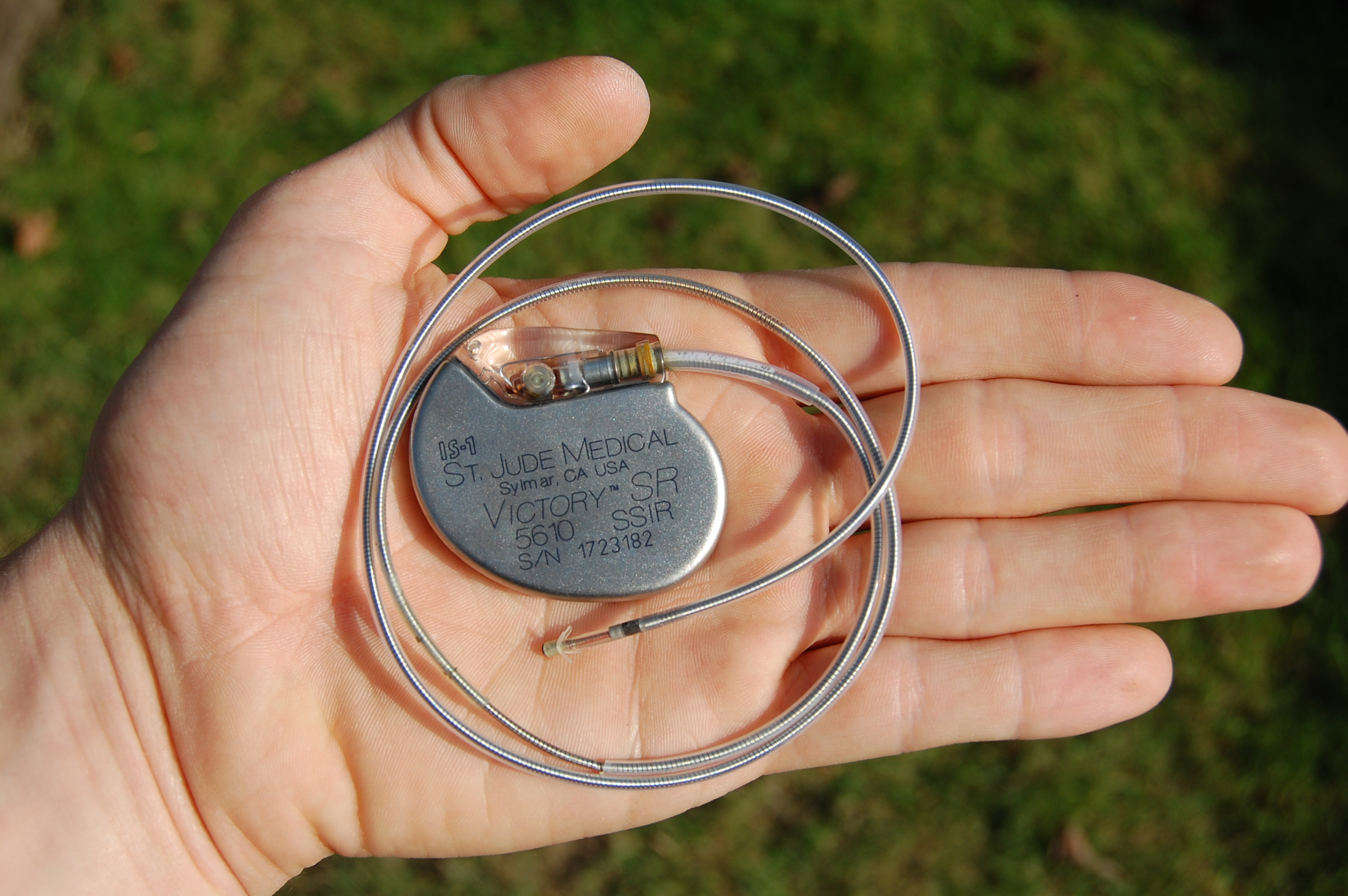
Marcapasos cardíaco con su electrodo.

Las bradiarrítmias se controlan muy bien con marcapasos, de tipo auricular o de ambas cámaras, mientras que las taquiarritmias responden al tratamiento médico. Sin embargo, debido a que ambos cuadros pueden presentarse al mismo tiempo, los fármacos que controlan las taquiarritmias pueden empeorar las bradiarritmias. Por lo tanto, se implanta un marcapasos antes de comenzar la terapia medicamentosa para cualquier taquiarritmia, en caso de que las dos patologías aparezcan simultáneamente.
La colocación de marcapasos en pacientes con síndrome del seno enfermo reduce la incidencia de fibrilación auricular, eventos tromboembólicos, insuficiencia cardíaca y la tasa bruta de mortalidad. En ocasiones se indica un procedimiento con catéter, llamado ablación por radiofrecuencia, para eliminar las taquicardias. No está indicado el tratamiento en pacientes asintomáticos.

## Pronóstico
Los pacientes con el síndrome del nodo enfermo que presenten solo con bradicardia tienen un mejor pronóstico, cuyas tasas de mortalidad no difieren en mucho de aquellas personas sin la patología. Quienes requieran un marcapasos tienen una tasa de mortalidad aproximada a 3,5% por año, quienes, comparado con patologías ventriculares, sufren menos incidencia de complicaciones trombóticas, fibrilación auricular, insuficiencia cardíaca y muerte súbita cardiaca.